# Phyllotreta gloriae
Phyllotreta gloriae es una especie de insecto coleóptero de la familia Chrysomelidae. Fue descrita científicamente en 1994 por Biondi.